# Cmentarz przycerkiewny w Tarnogrodzie
Cmentarz przycerkiewny w Tarnogrodzie – prawosławna nekropolia w Tarnogrodzie, utworzona w II połowie XIX w. wokół cerkwi Świętej Trójcy. Obecnie nieczynna.

## Historia i opis
Dokładna data utworzenia cmentarza nie jest znana. Prawdopodobnie został założony w II połowie XIX w.. Otacza on wybudowaną w latach 1870–1875 cerkiew Świętej Trójcy w Tarnogrodzie i był on miejscem pochówków miejscowych duchownych prawosławnych i członków ich rodzin. Ludność prawosławna swoich zmarłych grzebała na dawnym cmentarzu greckokatolickim. Ostatni nagrobek pochodzi z 1953, pochowano wówczas miejscowego proboszcza ks. Antoniego Popudniaka. Obecnie cmentarz jest nieczynny.
Na początku lat 90. XX wieku na terenie cmentarza zachowało się 5 nagrobków. Wśród nich są krzyż na kopcu kamieni, lastrikowe krzyże na prostopadłościennym postumencie i przy stelli, krzyż metalowy przy betonowej płycie i drewniany krzyż przy mogile ziemnej. Ogółem na cmentarzu jest pochowanych 3 duchownych i dwoje dzieci z ich rodzin.
Wokół cmentarza rosną: 3 orzechy włoskie, 3 tuje kolumnowe, jałowce kolumnowe, a na skarpie starodrzew lipowo-klonowy z okresu budowy cerkwi.